# Буцьо Зиновій Юрійович
Зиновій Юрійович Буцьо (нар. 18 липня 1939, Бонарівка) — український державний і громадський діяч, меценат. 

## Життєпис
Народився 18 липня 1939 року в селі Бонарівка Стрижівського повіту на Закерзонні в родині Юрія Григоровича Буцьо (1911—1991) та Юстини Василівни (1916, Бонарівка — 31 серпня 2009, Снятин) Буцьо (Голей). Етнічний замішанець.  
В травні 1945 року депортований з Закерзоння у Станіславську область. 2 червня 1945 року спільно з родиною прибув на станцію Снятин і в 1940-1960-х роках мешкав на території колишньої колонії Августдорф в межах Снятина. 

### Освіта
Закінчив факультет електрифікації Львівського сільськогосподарського інституту у 1961 році, де отримав кваліфікацію інженера-електрика.

### Кар'єра
- 1961–1972: Працював в Івано-Франківському енергоуправлінні, де займав посади від електромонтера до начальника. Організував першу в області оперативно-диспетчерську службу.
- 1972–1989: Директор Івано-Франківського обласного підприємства електромереж, де підприємство було визнано базовим у СРСР щодо нормування праці та організації роботи в енергетиці.
- 1989–1993: Генеральний директор Виробничого енергетичного об'єднання «Львівенерго».
- 1993–1996: Заступник міністра енергетики та електрифікації України.
- 1995–1999: Голова Національної комісії регулювання електроенергетики України. У цей період підписав перші кредитні угоди із Світовим банком для реконструкції українських ГЕС[1].
- 2000–2001: Радник Прем'єр-міністра України.

## Внесок у галузь
- Організував завершення електрифікації Прикарпаття у 1970-х роках.
- Розробив схеми резервування сільських електромереж і системи автоматичного включення резерву.
- Ініціював створення першого обленерго в Україні у 1978 році.
- Працював над інтеграцією енергосистеми України до мереж Центральної Європи, зокрема для Бурштинської ТЕС.

## Нагороди та звання
- Заслужений енергетик України (1997).
- Почесний енергетик України (1999).
- Державний службовець 1-го рангу (вересень 1998).
- Лауреат Державної премії України в галузі науки і техніки (1999).
- Медаль «В ознаменування 100-річчя з дня народження Володимира Ілліча Леніна» (1970).
- Медаль «Ветеран праці».
- Орден «Знак Пошани» (1974),
- Орден Дружби народів (1986).
- Орден «За заслуги» III ступеня (2009)[2].
- Дві медалі ВДНГ СРСР.